# Tarsis
Tarsis, Tharsis o anche Tarshish, è il nome di una città vicino al mare citata più volte nell'Antico Testamento. La sua reale corrispondenza è ancora oggi non ben definita ed è a volte associata a Tarso in Cilicia od a Tartesso in Spagna oppure alla Sardegna, e a volte la stessa Tartesso è collocata in Sardegna nella città di Tharros nella penisola del Sinis. Si deduce che possa essere una città marinara per il fatto di essere spesso associata alle navi e alle merci con esse trasportate. Uno degli episodi più conosciuti in cui viene citata è quando Giona fugge verso Tarsis invece di andare a Ninive come gli era stato ordinato.

## Nell'Antico Testamento

### Materie prime
Tarsis è rinomata per:
- gemme, l'avorio e i zaffiri (Cantico dei Cantici 5.14),
- le navi (Isaia 60.9; 1Re 22.49; Salmi 47:8), e le imbarcazioni di lusso  (Is 23.1)
- oro da Ofir (2 Cr 9:10[1]), argento, scimmie e babbuini (2Cronache 9.21)
- le vesti rosso porpora, l'"argento battuto e laminato" portato (Ger 10:9)
- "ricchezze d'ogni specie" (Ez 27:12, 25).

### Genealogie
Secondo le genealogie dell'Antico Testamento, Tarsis è il nome di:
- uno dei figli di Javan, insieme ad Elisa, quelli di Cipro e quelli di Rodi (secondo Genesi 10:4[2]). Javan a sua volta è figlio di Jafet e nipote di Noè;
- una delle figlie di Grecia: Elisà, Tarsìs, quelli di Cipro e quelli di Rodi (secondo 1Cronache 1:7[3]). Grecia a sua volta è figlio di Jafet e nipote di Noè.

Javan è il nome biblico di Grecia, il cui fratello più famoso era Media.
Javan (Iavan) non è menzionato nelle genealogie di 1Cronache.